# 卡萨利利亚
卡萨利利亚，是西班牙安达卢西亚自治区哈恩省的一个市镇。总面积47平方公里，总人口801人（2001年），人口密度17人/平方公里。